# خانه نصر
منزل نصر مربوط به دوره قاجار است و در شیراز، محله سنگ سیاه کوچه عظیمی مجاور منزل عدلو واقع شده است. این اثر در تاریخ ۸ اسفند ۱۳۷۷ با شمارهٔ ثبت ۲۲۷۶ به‌عنوان یکی از آثار ملی ایران به ثبت رسیده است.